# Clystea dorsilineata
Clystea dorsilineata là một loài bướm đêm thuộc phân họ Arctiinae, họ Erebidae.